# Маттие
Маттие (итал. Mattie) — коммуна в Италии, располагается в регионе Пьемонт, в провинции Турин.
Население составляет 767 человек (2008 г.), плотность населения составляет 26 чел./км². Занимает площадь 27 км². Почтовый индекс — 10050. Телефонный код — 0122.
Покровителями коммуны почитаются святые Корнелий (папа римский) и Киприан Карфагенский, празднование 16 сентября.

## Демография
Динамика населения:

## Администрация коммуны
- Официальный сайт: http://www.comune.mattie.to.it/